# ريك فان دن هيريك
ريك فان دن هيريك (بالهولندية: Rick Stuy van den Herik)‏ (19 يونيو 1993 بزولينغن في ألمانيا - ) هو لاعب كرة قدم هولندي في مركز الوسط. لعب مع ناك بريدا وتوب أوس.

## روابط خارجية
- ريك فان دن هيريك على موقع قاعدة بيانات كرة القدم.إي يو (الإنجليزية)
- ريك فان دن هيريك على موقع Soccerway.com (الإنجليزية)
- ريك فان دن هيريك على موقع عالم كرة القدم.نت (الإنجليزية)